# Khuan Kalong
Khuan Kalong (em tailandês: อำเภอควนกาหลง) é um distrito da província de Satun, no sul da Tailândia. É um dos 7 distritos que compõem a província. Sua população, de acordo com dados de 2012, era de 31 342 habitantes, e sua área territorial é de 412,9 km².
O distrito de Tha Phae foi criado em 1 de maio de 1976 e homologado em 4 de julho de 1994.

## Geografia
O distrito faz limites com os distritos de Khuan Don, Tha Phae, La-ngu e Manang. Também limita-se com as províncias de Trang, Phatthalung e Songkhla.